# Esotropie
Esotropie is het scheelzien met de oogassen naar elkaar toe staand. De aandoening kan constant aanwezig zijn, of met tussenpozen voorkomen, en kan de lijder een "scheel" voorkomen geven. Esotropie wordt soms ten onrechte een "lui oog" genoemd, dat eigenlijk naar amblyopie verwijst—een verminderd zicht aan een of beide ogen, dat niet het gevolg is van een medische aandoening aan het gezichtsvermogen en dat niet kan worden verholpen door het gebruik van corrigerende lenzen. Amblyopie kan wel voortvloeien uit esotropie dat zich manifesteert in de kindertijd: om de symptomen van diplopie of dubbelzicht op te heffen zullen de hersenen van het kind het beeld van het esotropische oog negeren of "onderdrukken". Indien dit niet wordt behandeld, zal dit leiden tot amblyopie. Mogelijke behandelingen voor esotropie zijn het dragen van een bril, het gebruik van prisma's en/of orthoptische oefeningen en/of een operatie aan de oogspieren.
Het komt voor dat esotropie ontstaat op latere leeftijd. Er is dan vaak sprake van een andere aandoening, waar de scheefstand van de ogen dan een gevolg van is. Voorbeelden hiervan zijn een TIA of een hersentumor. Een meer zeldzame oorzaak is het Miller-Fischer syndroom. Hierbij is er een aantasting van het zenuwstelsel waardoor het aansturen van de oogspieren niet meer correct verloopt.